# Малая Семёновская улица
Малая Семёновская улица — улица на востоке Москвы в районах Соколиная Гора и Преображенское между площадью Журавлёва и улицей Измайловский Вал.

## Происхождение названия
Название получила в XIX веке — по бывшему селу Семёновское (потешное село Алексея Михайловича), на месте слободы Семёновского полка — Семёновской солдатской слободы.

## Описание
Малая Семёновская улица начинается от Электрозаводской улицы и площади Журавлёва, проходит на восток параллельно Большой Семёновской. Справа к ней примыкают Нижний Журавлёв переулок, Барабанный переулок, Медовый переулок, Мажоров переулок и Семёновский переулок, слева — напротив Медового переулка — улица Девятая Рота. Заканчивается на улице Измайловский Вал примерно напротив Ткацкой улицы.

## Транспорт
- Ближайшие станции метро —  Электрозаводская,  Электрозаводская и  Семёновская.
- Ближайшая железнодорожная станция —  Электрозаводская.
- От Измайловского Вала до Семёновского переулка по улице проходят короткие рейсы трамвая №11 (Останкино — Метро «Семёновская», только к метро «Семëновская»), в конце улицы находится конечная остановка автобуса №634 (Южное Измайлово — Малая Семёновская улица).

## Примечательные здания и сооружения
Всего: 49 домов.
По нечётной стороне:
- № 1 — Особняк Е. П. Носовой;
- № 3 — НПК Цниишерсть;

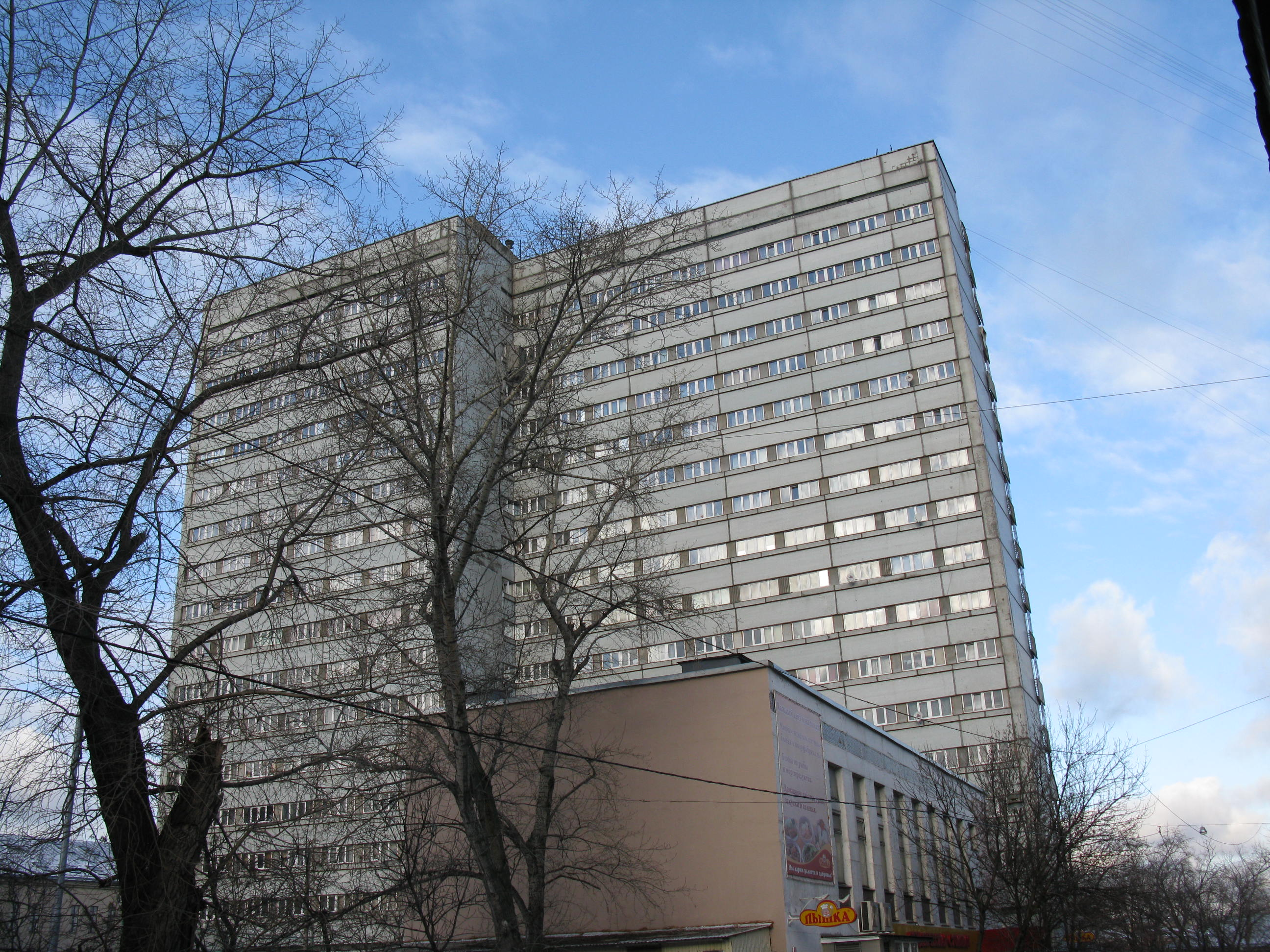
№ 12. Общежитие № 1 Московского политехнического университета

- № 5-7 — Корпуса фабрика Товарищества Носовых (1914—1915, архитектор А. А. Галецкий)
- № 9 — Московский городской институт проектирования металлургических заводов.
- № 11  памятник архитектуры (вновь выявленный объект) — Деревянный одноэтажный дом на высоком каменном цоколе построен в 1886 году купцом Н. А. Егоровым. Выявленный объект культурного наследия[1]. Стены рублены с остатком и обшиты тесом, фасад богато украшен резными наличниками, профилированным карнизом с фигурными кронштейнами. В начале XX века домом владел купец И. Е. Круговихин, позже — богородский купец-старообрядец А. Я. Храпунов-Новый (торговля фарфором, фаянсом). Дом представляет собой редкий образец деревянной застройки Семеновской слободы[2]. В последние годы здание ветшает и выглядит заброшенным, местами выбиты стекла, белокаменный цоколь обмазан цементным раствором. Пользователем объекта является ГУК "Парк культуры и отдыха «Сокольники». В ноябре 2010 года с пользователем было заключено охранное обязательство[2]. В июле 2018 года на общественное обсуждение вынесен Акт государственной историко-культурной экспертизы[3].
- № 13, стр.1 — Выявленный объект культурного наследия «Ансамбль жилых домов РЖСТК „Бауманский строитель“, 1929—1931 гг. Поликлиника, кон. 1920 — нач. 1930 гг.»[4].
- № 15/17, корп. 1—6 — Жилые дома «Бауманский строитель» (1929, архитектор Б. Сидоров)[5]

По чётной стороне: .
- № 6, стр. 1 — дом купца Федота Маркова, построен до 1901 года. С 1901-го домом владел коммерсант Николай Йоссельсон. Здание не имело статуса памятника архитектуры, однако входило в перечень «50 красивейших деревянных домов Москвы»[6][7][8]. В 2000-х здание арендовали различные компании, в мае 2020 под видом реставрации начался демонтаж — сначала сняли наличники и резные украшения фасада, в октябре дом снесли[9].
- № 12 — общежитие № 1 Московского политехнического университета.
- № 28 — московская шерстопрядильная фабрика № 14 (сейчас ОАО «Московская шерстопрядильная фабрика»)

## Галерея

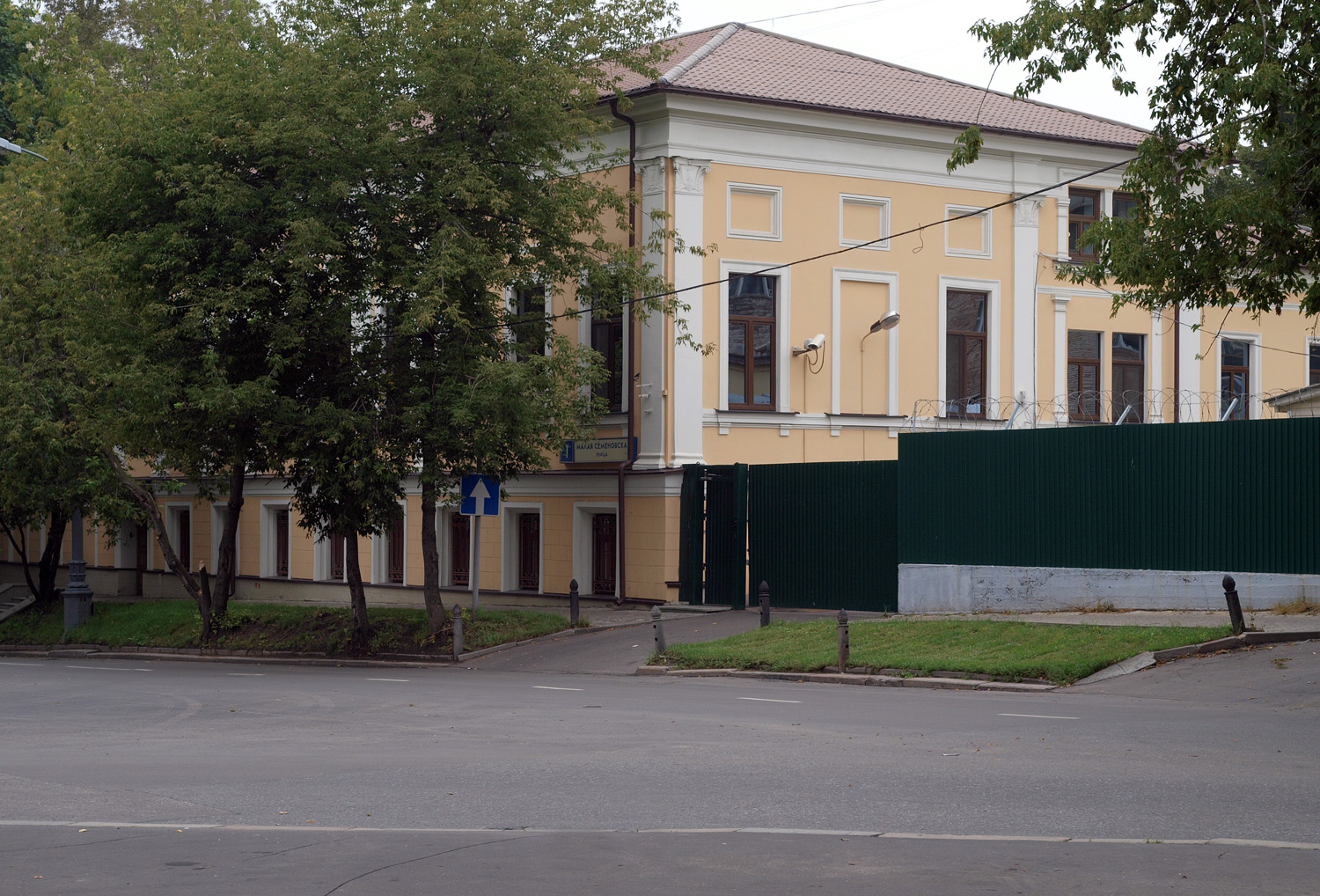
№ 1. Особняк Е. П. Носовой
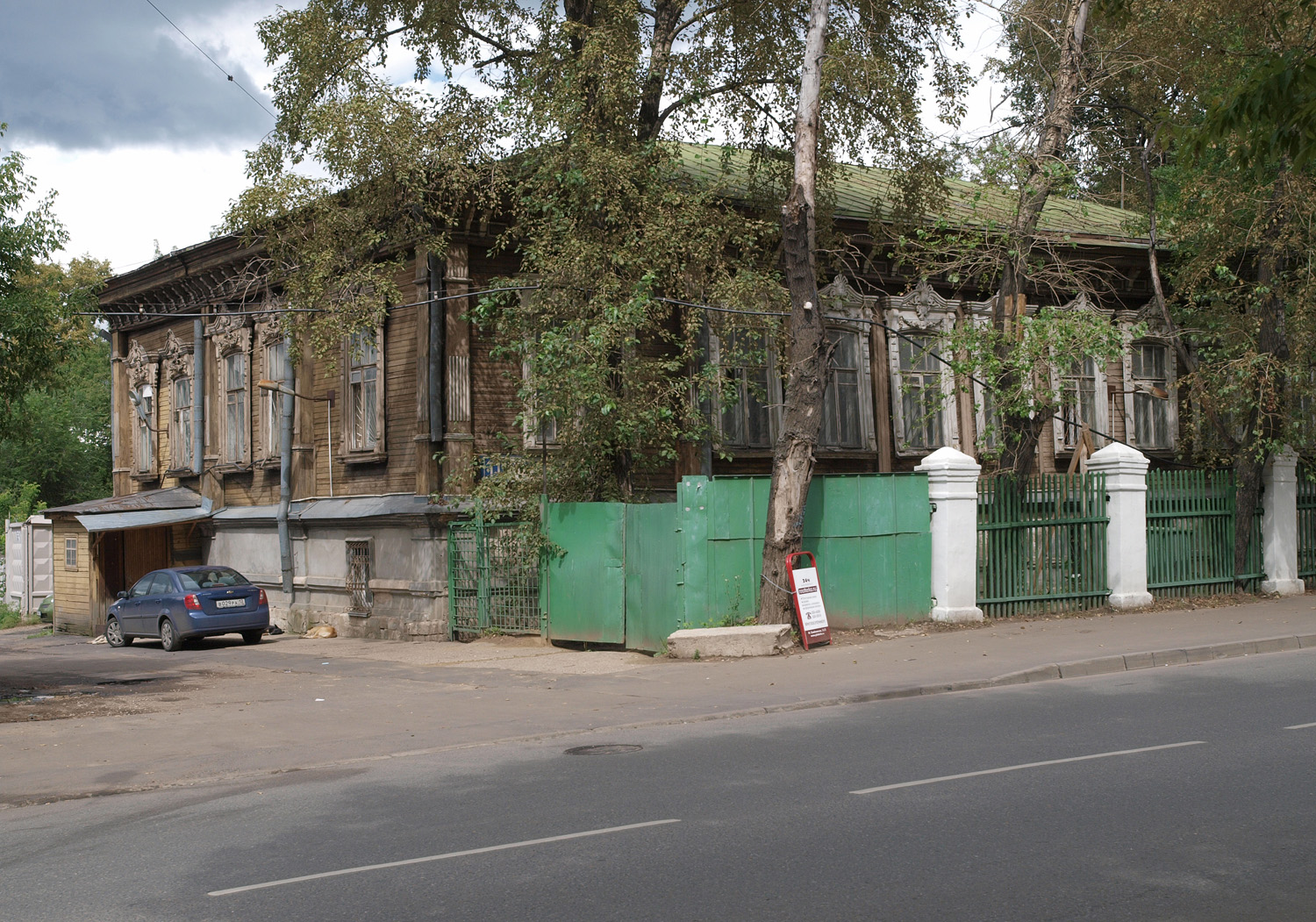
№ 11. Дом купца Н. А. Егорова
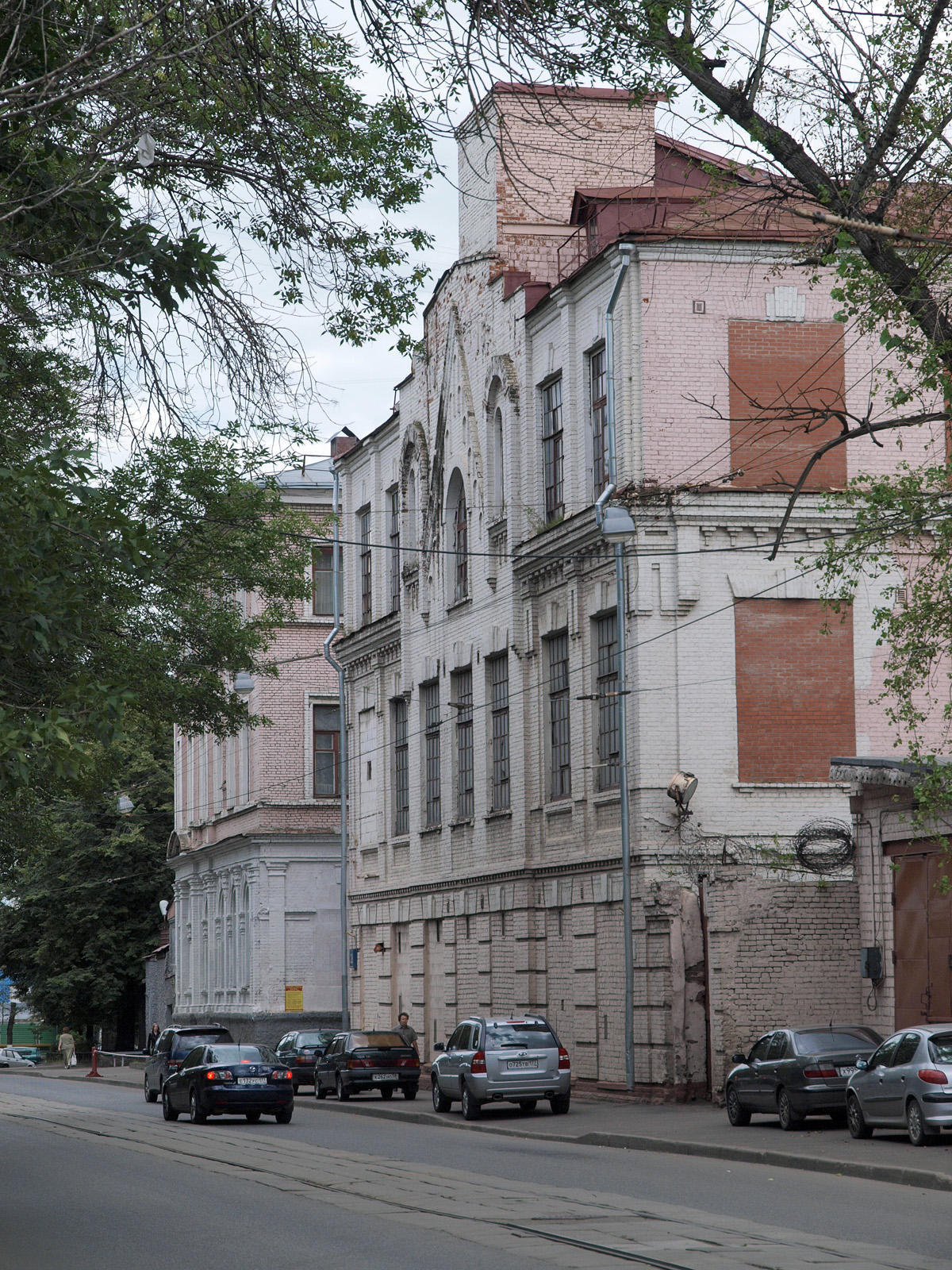
№ 28. Московская шерстопрядильная фабрика